# 枫桥镇 (苏州市)

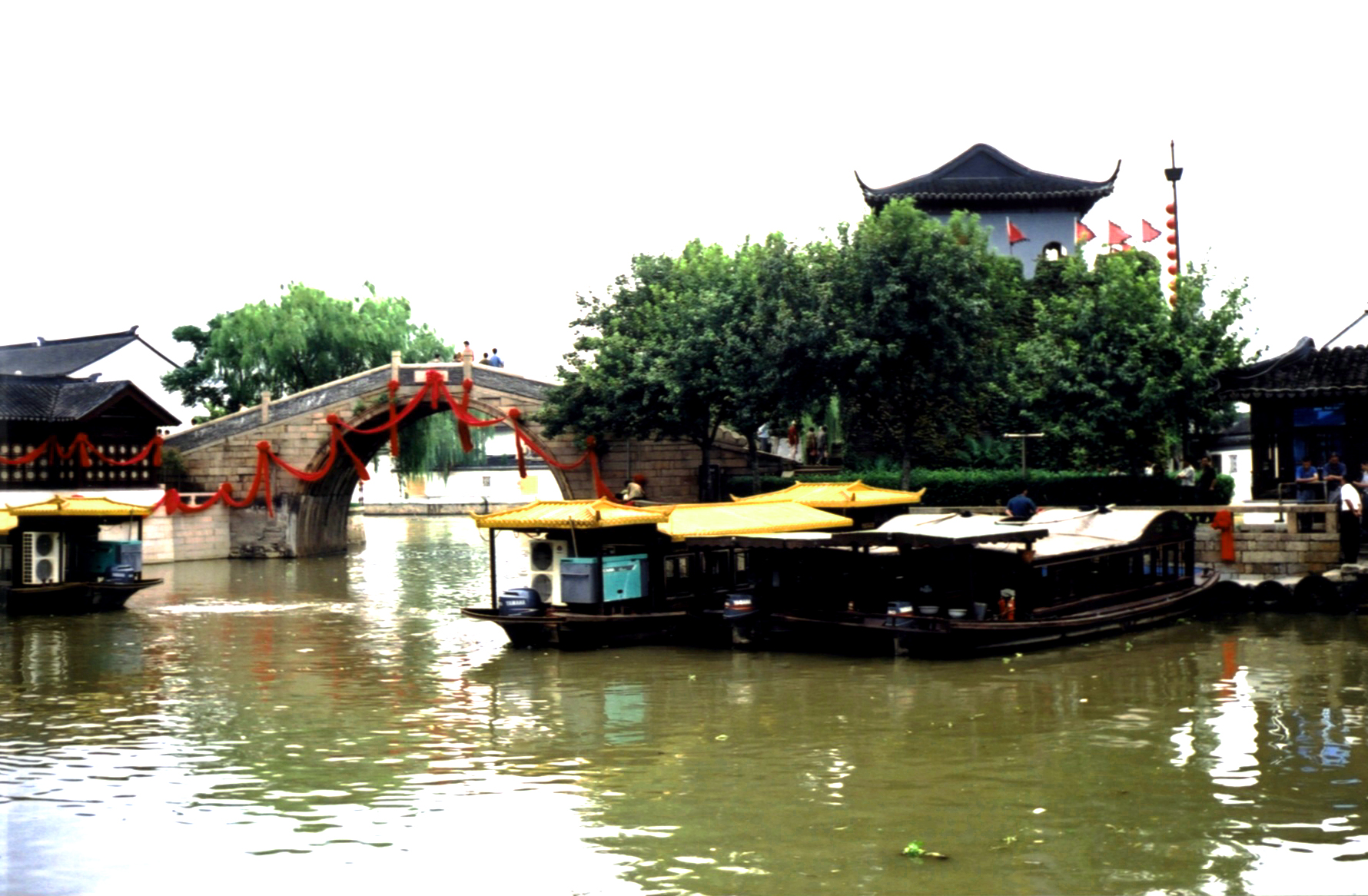
楓橋客船

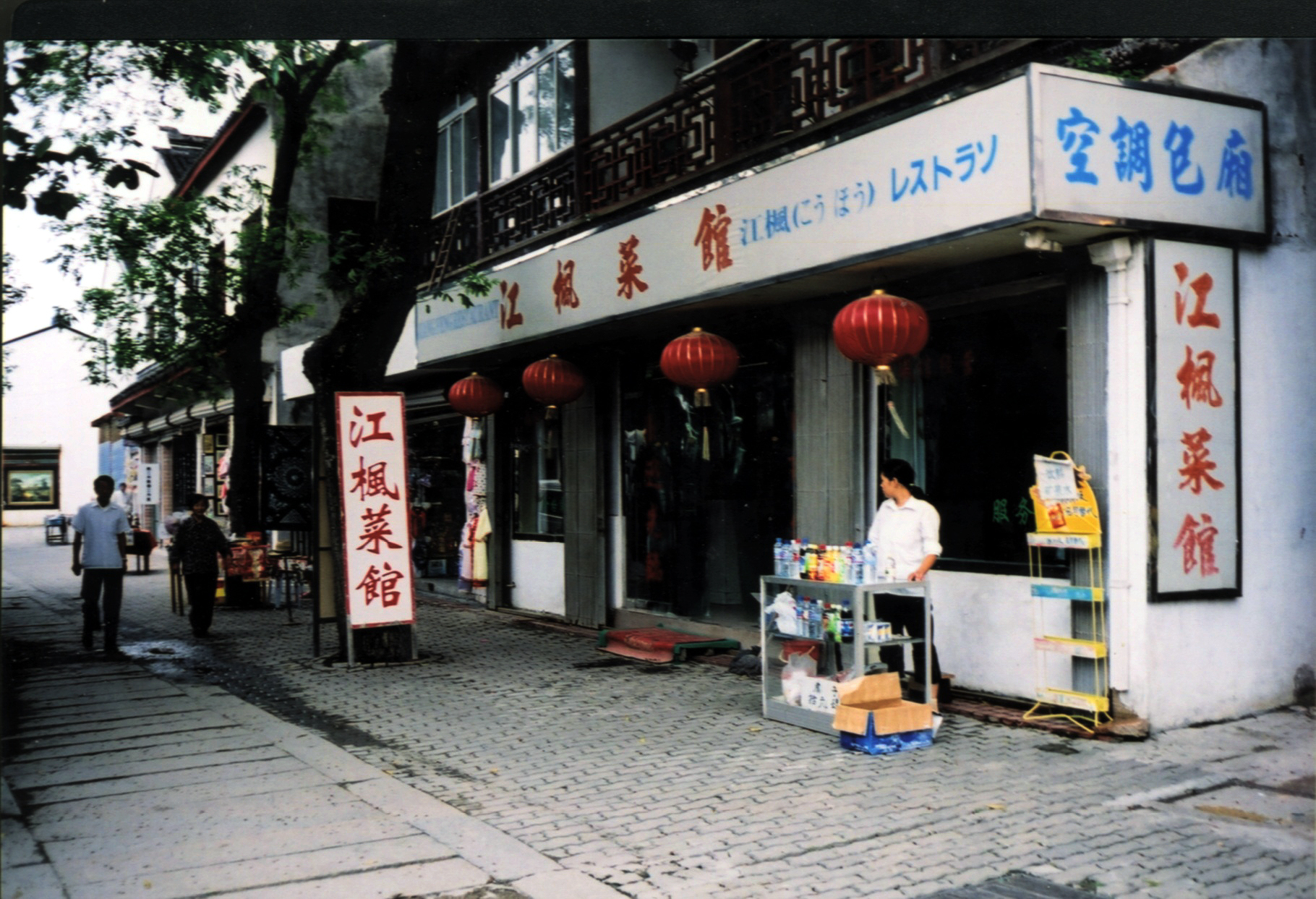
枫桥一隅

枫桥镇是位於江蘇省蘇州市城西閶門外5公里的古镇，在今虎丘区境内。随河成市，因水成街，是典型的江南水乡古镇。因唐朝詩人張繼的《枫桥夜泊》而聞名:
|  | 月落烏啼霜滿天， 江楓漁火對愁眠。 姑蘇城外寒山寺， 夜半鐘聲到客船。 |

古镇地处水陆要冲，位于大运河、古驿道和枫江交汇处。邻近铁铃关。沿河形成两条市街——枫桥大街和寒山寺弄。宋元之际，枫桥镇经济繁荣，市集闻名遐迩。明清时，枫桥镇更是闻名全国的集镇。唐伯虎有诗云：“金阊门外枫桥路，万家灯火迷烟雾。”。集镇东连苏州阊门，西接西津桥。当时，枫桥是全国性的粮食交易中心，使用的“枫斛”为全国的标准粮斗。太平天国时期，与苏州城遭遇类似，随着庚申之劫两次劫掠，枫桥由此败落。
1994年前，属吴县。1994年6月10日，枫桥镇和其它乡镇的行政村划归苏州新区（即今虎丘区）。2004年，改设枫桥街道。2006年，撤村建居。